# Elton (Moderator)

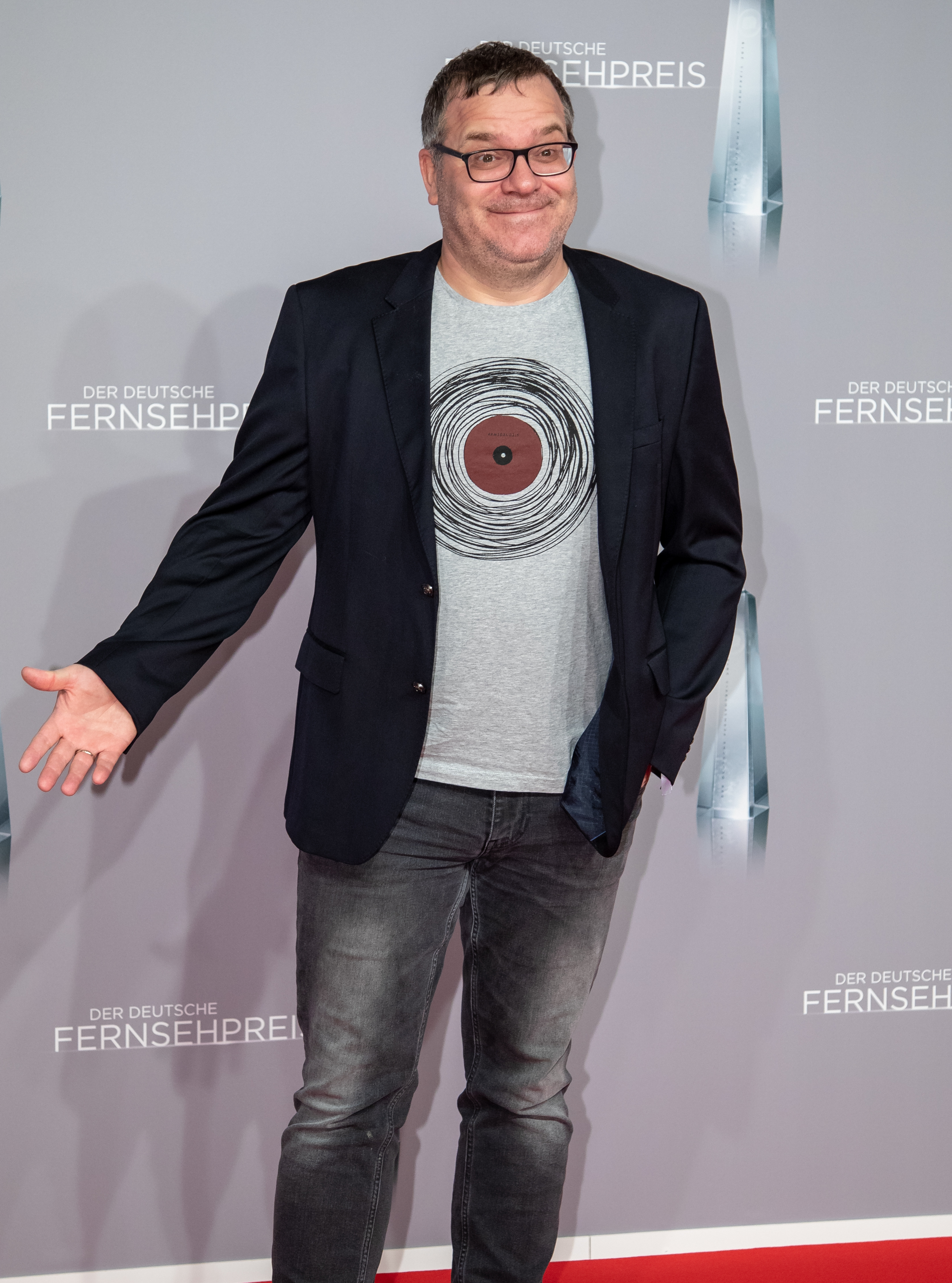
Elton (2019)

Elton (bürgerlich Alexander Duszat; * 2. April 1971 in West-Berlin) ist ein deutscher Fernsehmoderator und Entertainer.

## Leben

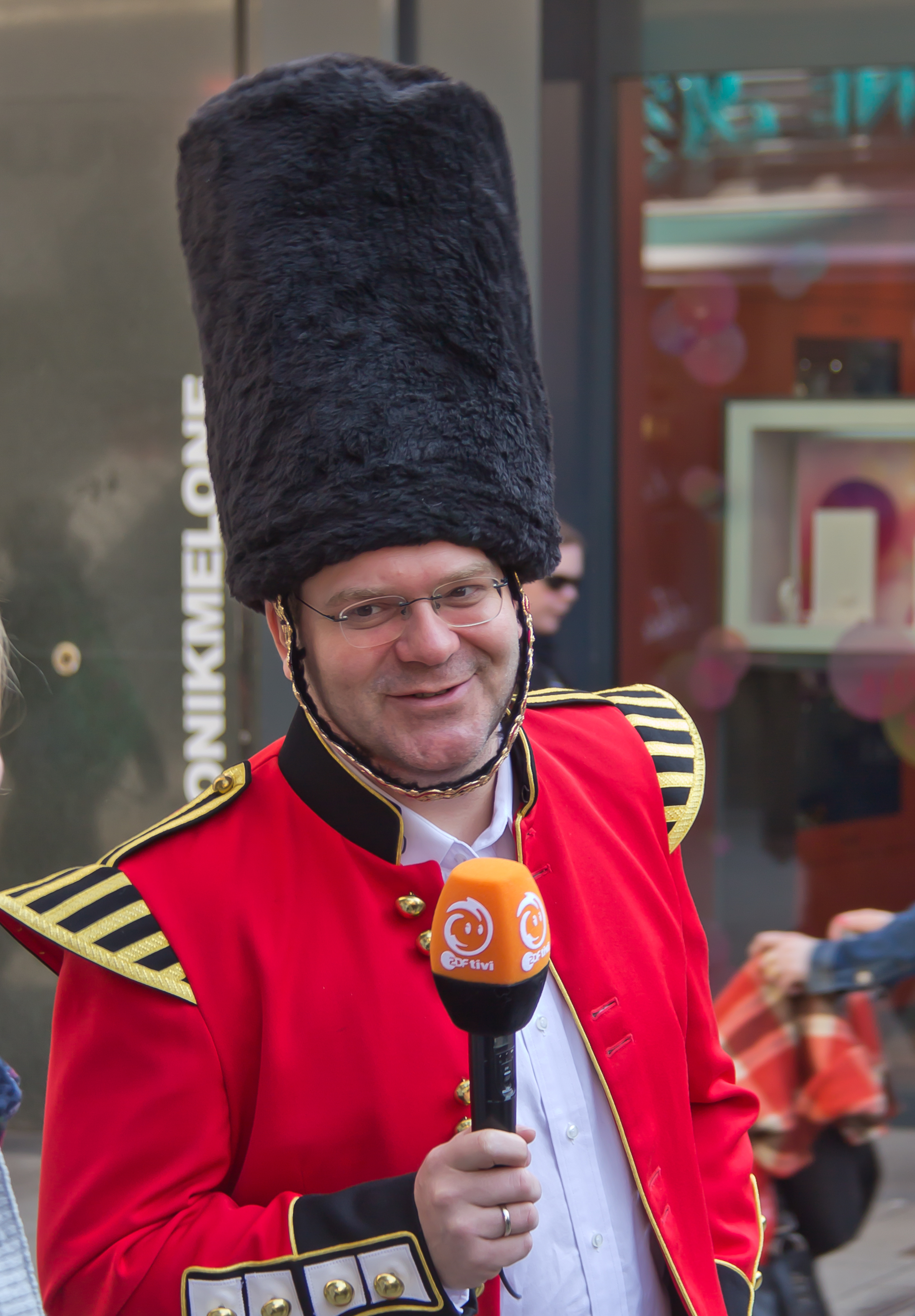
Elton (2012)

Elton wurde 1971 in West-Berlin geboren. Noch vor seiner Einschulung zog die Familie ins niedersächsische Jork. Dort besuchte er die Realschule, anschließend die Halepaghen-Schule in Buxtehude. Nach dem Realschulabschluss machte er eine Ausbildung zum Radio- und Fernsehtechniker und arbeitete im Hamburger Hafen.
Seit 2003 ist er mit Yvonne Duszat verheiratet, die er beim Sender Hamburg 1 kennenlernte. Das Paar hat einen Sohn (* 2002) und eine Tochter (* 2007) und wohnt in Boostedt bei Neumünster.

## Karriere
Nach einem Praktikum in der Musik- und Sportredaktion bei delta radio in Kiel wechselte er als Volontär zum regionalen Fernsehsender Hamburg 1. Er moderierte dort verschiedene Sendungen (unter anderem die Reihe Elton Street), in denen er erstmals mit dem Künstlernamen Elton auftrat. Sein Pseudonym ist auf seine angebliche äußere Ähnlichkeit mit Elton John in jungen Jahren zurückzuführen.
Von Februar 2001 bis zur Einstellung der Sendung im Dezember 2015 trat er als „Showpraktikant“ bei TV total auf ProSieben auf. Er war der Sidekick von Stefan Raab und moderierte gelegentlich eigenständige Beiträge. Beim Quiz Blamieren oder Kassieren bei TV total und Schlag den Raab (bzw. den Ablegern der Show) war er als Moderator tätig. Er war zudem Stammgast bei den meisten TV-total-Sondersendungen, bei denen er meist als Kandidat teilnahm, gelegentlich aber auch als Moderator.
Im Jahr 2007 moderierte er die 41. Ausgabe der Musikshow The Dome. Elton veröffentlichte 2008 und 2010 anlässlich der Fußball-EM und der Fußball-WM jeweils einen Song. Beide Male wurde er von der Rockband Peilomat begleitet. Er ist Fan des FC St. Pauli und hat mit der Allstar-Mannschaft des Vereins bereits an mehreren Benefiz-Spielen zugunsten karitativer Zwecke teilgenommen, u. a. im Rahmen der Reihe Kicken mit Herz im Team der Hamburg-Allstars gegen die Ärztemannschaft des Uniklinikums Eppendorf sowie gegen die Nivea Kickers. Mit Fettes Brot, Tim Mälzer und Heinz Strunk unterstützte er die St.-Pauli-Trinkwasserinitiative Viva con Agua. Elton repräsentierte den Verein außerdem auch bei verschiedenen Events wie dem Deutschen Eisfußball-Pokal.

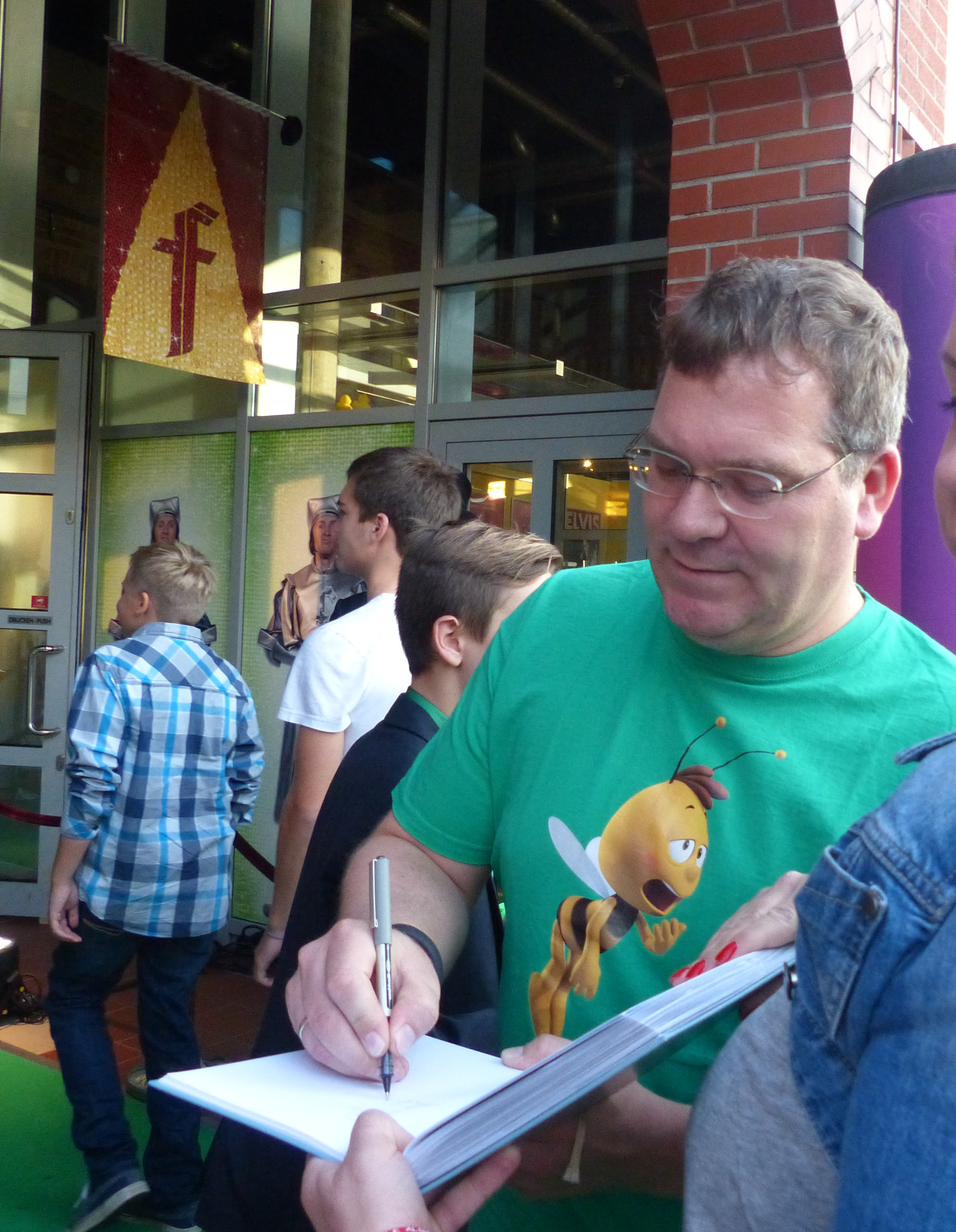
Elton (2014)

Mindestens seit 2009 hat Elton über die Dachstiftung für individuelles Schenken der GLS Treuhand eine eigene Stiftung namens „Elton hilft“ ins Leben gerufen.
Seit Oktober 2010 moderiert er im ZDF die Kinderspiel-Show 1, 2 oder 3. Bei ProSieben moderierte er u. a. sein aus TV total etabliertes Format Elton zockt als eigenständige Sendung Elton zockt – Live. 2014 war er Moderator der Sendung Millionärswahl, die wegen schlechter Einschaltquoten nach vier Folgen eingestellt wurde. Außerdem leitete er neben Bernhard Hoëcker von Juni 2015 bis April 2025 unter der Moderation von Kai Pflaume ein Quizteam in der Sendung Wer weiß denn sowas?.
Bis zu seiner Kündigung bei ProSieben im April 2024 moderierte Elton von April 2016 bis März 2024 die Sendung Schlag den Star. 2017 und 2018 moderierte er achtmal den Ableger Schlag den Henssler, seit Sommer 2019 moderiert er den Ableger Schlag den Besten. Ab 2019 war er unregelmäßig Gast in der Sendung Joko & Klaas gegen ProSieben. Im September 2020 moderierte er im ZDF die Quizshow Einfach super!, und seit 2021 im NDR Fernsehen Na siehste!. Elton war in der dritten Staffel von LOL: Last One Laughing als Gast zu sehen, in der vierten Staffel nahm er selbst teil. Außerdem war er für die Verkündung der deutschen Jurypunkte beim Eurovision Song Contest 2023 zuständig.
Von 2023 bis April 2024 moderierte er auch die Show-Auskopplung des ehemaligen ProSieben-Formats Blamieren oder Kassieren, welches auf RTL ausgestrahlt wurde. Seit September 2024 tritt er unregelmäßig als Spielemoderator in der Show Du gewinnst hier nicht die Million bei Stefan Raab bei RTL auf. Seit November und Dezember 2024 moderiert er zudem seine eigene Show Eltons 12, sowie die Spielshow Stefan & Bully gegen irgendson Schnulli.
2025 war er an der Seite von Stefan Raab und Yvonne Catterfeld in drei Shows als Juror für der deutschen Vorentscheidung für den Eurovision Song Contest 2025 beteiligt.

## Moderation

### Aktuell
- seit 2010: 1, 2 oder 3, ZDF, ORF 1
- 2019–2020, seit 2022: Schlag den Besten, ehemals ProSieben, seit 2024 RTL
- seit 2024: Eltons 12, RTL
- seit 2024: Drei gegen Einen – Die Show der Champions, RTL
- seit 2024: Du gewinnst hier nicht die Million bei Stefan Raab (Gastmoderator, 9 Folgen), RTL+ / RTL
- seit 2024: Stefan & Bully gegen irgendson Schnulli, RTL
- seit 2025: Raabs Pokernacht mit GGPoker.de, RTL

### Ehemalig
- 2001–2015: TV total (Sidekick von Stefan Raab und Moderation eigener Beiträge), ProSieben
- 2001–2003; 2013: elton.tv (ProSieben, 2013 nur auf MySpass.de)
- 2003/2004: SSDSGPS (zusammen mit Stefan Raab und Annette Frier), ProSieben
- 2004: Die Alm (zusammen mit Sonya Kraus), ProSieben
- 2004–2006: Elton vs. Simon (zusammen mit Simon Gosejohann), ProSieben
- 2005: Die Burg (zusammen mit Sonya Kraus), ProSieben
- 2006–2015: Bundesvision Song Contest (im Green Room), ProSieben
- 2006–2015: Schlag den Raab (Moderator des Spiels Blamieren oder Kassieren), ProSieben
- 2007: The Dome (zusammen mit Gülcan Kamps und Marta Jandová), RTL II
- 2007/2008: SSDSDSSWEMUGABRTLAD (zusammen mit Johanna Klum), ProSieben
- 2008, 2010, 2012: Elton vs. Simon – Die Show (zusammen mit Simon Gosejohann und Johanna Klum), ProSieben
- 2011: Elton reist, ProSieben
- 2013: Elton zockt – LIVE, ProSieben
- 2013: Wetten, dass..? (Moderation der Außenwette), ZDF
- 2014: Millionärswahl (zusammen mit Jeannine Michaelsen), ProSieben
- 2016–2018: Die Superpauker, NDR Fernsehen
- 2016: Das ProSieben Auswärtsspiel (zusammen mit Palina Rojinski), ProSieben
- 2016: Elton!, KiKA
- 2016–2024: Schlag den Star, ProSieben
- 2017–2018: Schlag den Henssler, ProSieben
- 2018: Unser Lied für Lissabon (zusammen mit Linda Zervakis), Das Erste
- 2018–2020: Alle gegen Einen, ProSieben
- 2020: Einfach super!, KiKA
- 2021–2023: Na siehste! – Das TV-Kult-Quiz mit Elton, NDR Fernsehen
- 2021–2024: TV total (Moderator des Spiels Blamieren oder Kassieren), ProSieben
- 2022: Blamieren oder Kassieren XL, ProSieben
- 2023–2024: Blamieren oder Kassieren, RTL
- 2024: RTL EM-Studio, RTL

### Festes Mitglied im Rateteam
- 2015–2025: Wer weiß denn sowas?, Das Erste
- 2017: Kaum zu glauben! (zwei Shows im Rateteam), NDR

### Jurymitglied
- 2009: Germany’s Next Showstars, ProSieben
- 2025: Chefsache ESC 2025 – Wer singt für Deutschland?, RTL / NDR

## Werke
Bücher
- Mühsam ernährt sich das Eichhörnchen. Zum Glück bin ich keins! Tag & Nacht, Köln 2010, ISBN 978-3-442-83001-5.

Singles
- 2008: Allemann (feat. Peilomat)
- 2010: Weltmeister (vs. Peilomat)

## Filmografie
- 2004: Das Büro (Fernsehserie, Folge 1x07)
- 2005: Rent a Pocher (Fernsehshow, Folgen 4x01–4x02)
- 2006: Axel! will’s wissen (Fernsehserie, Folge 2x10)
- 2007: Die Märchenstunde – Tischlein deck dich (Fernsehreihe)
- 2007: Fröhliche Weihnachten! – mit Wolfgang & Anneliese
- 2008: Morgen, ihr Luschen! Der Ausbilder-Schmidt-Film

### Synchronsprecher
- 2005: Der kleine Eisbär 2 – Die geheimnisvolle Insel … als Bill
- 2007: Halo 3 … als Chips Dubbo
- 2008: Beverly Hills Chihuahua … als Chico
- 2009: Donkey Schott … als Esel Rucio
- 2011: Der gestiefelte Kater … als Humpty Dumpty
- 2012: Janosch: Komm, wir finden einen Schatz … als Kurt

## Auszeichnungen
- 2003: Romy als Beliebtester Newcomer
- 2007: Nickelodeon Kids’ Choice Awards als Hidden Talent
- 2008: Deutscher Comedypreis in der Kategorie Beste Comedy-Show für Elton vs. Simon (gemeinsam mit Johanna Klum und Simon Gosejohann)
- 2012: Deutscher Comedypreis in der Kategorie Bester Comedyevent für Elton vs. Simon – Die Live-Show (gemeinsam mit Johanna Klum und Simon Gosejohann)